# 蘭嶼筒胸竹節蟲
蘭嶼筒胸竹節蟲（學名：Phasmotaenia lanyuhensis）又稱蘭嶼筒胸竹節蟲，是筒胸竹節蟲屬的一種竹節蟲，為臺灣特有種昆蟲，僅分布於蘭嶼（臺東縣蘭嶼鄉），其種小名即得名自模式產地蘭嶼。本種在蘭嶼島上的樹林地帶相當常見，為臺灣最大的竹節蟲，正模標本為一雌蟲，藏於國立臺灣大學；副模標本為3隻雌蟲與3隻雄蟲，分別藏於臺灣大學與英國倫敦自然史博物館。其他筒胸竹節蟲屬物種分布於較南方的菲律賓、密克羅尼西亞、索羅門群島、新幾內亞與斐濟等地，本種為分布範圍最北的成員。

## 形態
蘭嶼筒胸竹節蟲的外形與筒胸竹節蟲屬的模式種Phasmotaenia sanchezi（分布於菲律賓）相似，但與後者相比其肢體較強壯、中胸較短、頭部較大且觸角較短，且雌蟲的中胸隆起較明顯、後翅較短、下生殖板也較小，另外其卵較後者的大。
本種於2001年被發表描述，發表的標本包括4隻雌蟲與3隻雄蟲，均採自蘭嶼紅頭村的茄苳樹上，雌蟲體長15.8－16.2公分，雄蟲體長11.4－11.7公分；體表光滑，體色深棕色、棕色至綠色皆有；前翅很小或缺乏，呈淺棕色，後翅也較小，雌蟲的呈黑色（臀側邊緣略呈鐵鏽色），雄蟲的則呈鐵鏽色；腹部胸部稍窄；觸角為棕色，分為23節。

## 生態
蘭嶼筒胸竹節蟲在蘭嶼島上以茄苳為食草，人工飼養時也接受台灣山香圓為食草；白天時倒掛在樹叢下方，約於日出前一小時在食草上爬行覓食，一般不會出現在離地高於10公尺處，無飛行能力，少數情況下也可在海邊等樹林以外的地方發現。本種近年來族群數量可能因採集而大幅下降，應已瀕臨絕種，惟相關研究尚缺，未被列入保育類動物。